# Plaridel (Quezon)
Plaridel is een gemeente in de Filipijnse provincie Quezon op het eiland Luzon. Bij de laatste census in 2010 telde de gemeente ruim 10 duizend inwoners.

## Geografie

### Bestuurlijke indeling
Plaridel is onderverdeeld in de volgende 9 barangays:
| - Central - Concepcion - Duhat - Ilaya - Ilosong - M. L. Tumagay Pob. - Paang Bundok - Pampaaralan - Tanauan |

## Demografie
Plaridel had bij de census van 2010 een inwoneraantal van 10.238 mensen. Dit waren 169 mensen (1,7%) meer dan bij de vorige census van 2007. Ten opzichte van de census van 2000 was het aantal inwoners gegroeid met 737 mensen (7,8%). De gemiddelde jaarlijkse groei in die periode kwam daarmee uit op 0,75%, hetgeen lager was dan het landelijk jaarlijks gemiddelde over deze periode (1,90%).

De bevolkingsdichtheid van Plaridel was ten tijde van de laatste census, met 10.238 inwoners op 35,05 km², 292,1 mensen per km².